# Mensfelden

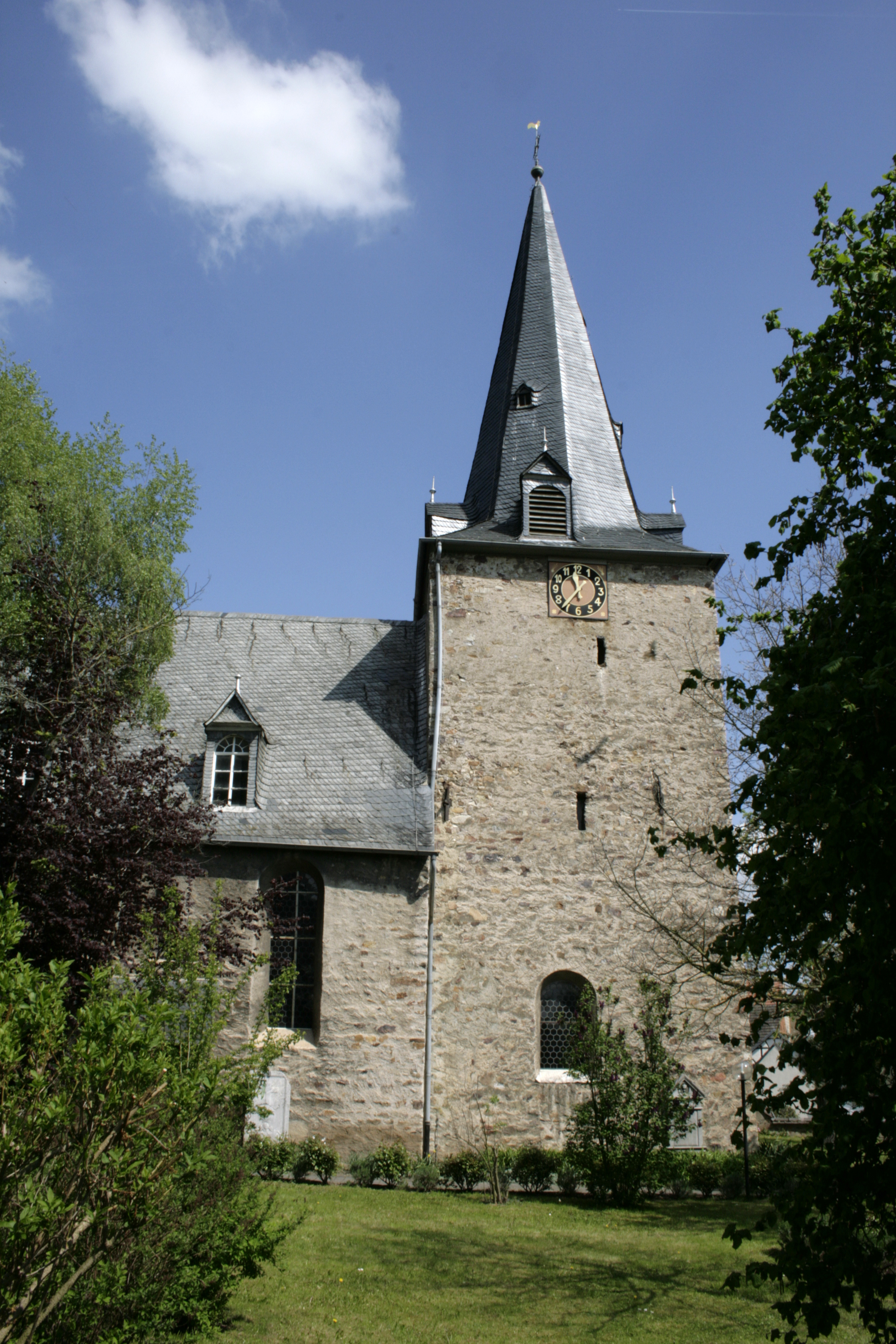
Kerk van Mensfelden

Mensfelden (ook Münzfelden) bij Diez was een tot de Boven-Rijnse Kreits behorend dorp binnen het Heilige Roomse Rijk.
Het dorp Mensfelden was in de zestiende eeuw in het bezit van drie heren.
- de heer van Westerburg bezat 4/6
- de keurvorst van Trier bezat 1/6
- de graaf van Nassau-Saarbrücken 1/6.

In 1650 verkoopt de heer van Westerburg zijn aandeel aan de riddermatige familie Waldeck von Kaimpt. Deze verkopen dit deel in 1728 aan de keurvorst van Trier, zodat dan 5/6 in bezit is van de keurvorst.
In 1790 ruilt de vorst van Nassau-Usingen als opvolger van Nassau-Saarbrücken zijn deel met de vorst Nassau-Oranje tegen Schiesheim.
In de Reichsdeputationshauptschluss van 25 februari 1803 wordt Mensfelden niet expliciet vermeld, maar het behoort bij het gebied dat in paragraaf 12 aan Nassau-Weilburg wordt toegewezen onder de noemer: de rest van het keurvorstendom Trier.
In de Rijnbondakte van 12 juli 1806 wordt Mensfelden vermeld in artikel 24: het deel van het dorp Münzfelden dat behoort aan de vorst van Nassau-Fulda wordt onder de soevereiniteit gesteld van de hertog van Nassau-Usingen en de vorst van Nassau-Weilburg: de mediatisering.
Als in november 1813 de prins van Oranje het bestuur over zijn erflanden weer in handen heeft genomen, sluit hij op 26 november 1813 een verdrag met het hertogdom Nassau. Daarin wordt onder andere Mensfelden aan Nassau-Oranje overgedragen.
Op 31 mei 1815 staat de vorst van Nassau-Oranje al zijn Duitse bezittingen af aan het koninkrijk Pruisen, dat de meeste van die bezittingen, waaronder Mensfelden nog dezelfde dag overlaat aan het hertogdom Nassau.